# Плоты (Польша)
Плоты (пол. Płoty), Плате (нем. Plathe an der Rega) — город в Польше, входит в Западно-Поморское воеводство, Грыфицкий повят. Имеет статус городско-сельской гмины. Занимает площадь 4,00 км². Население — 4080 человек (на 2013 год).

## Галерея

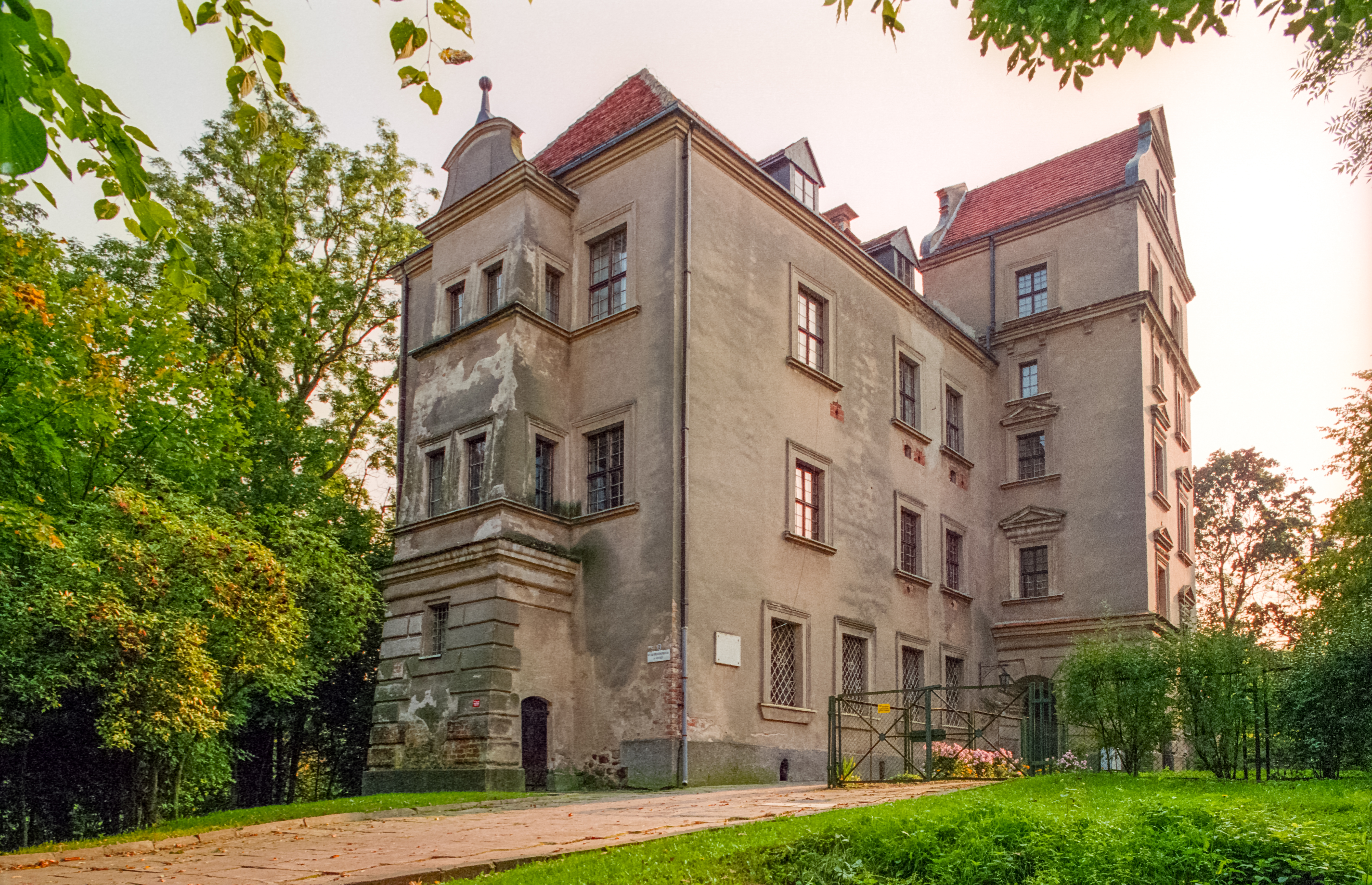
Замок
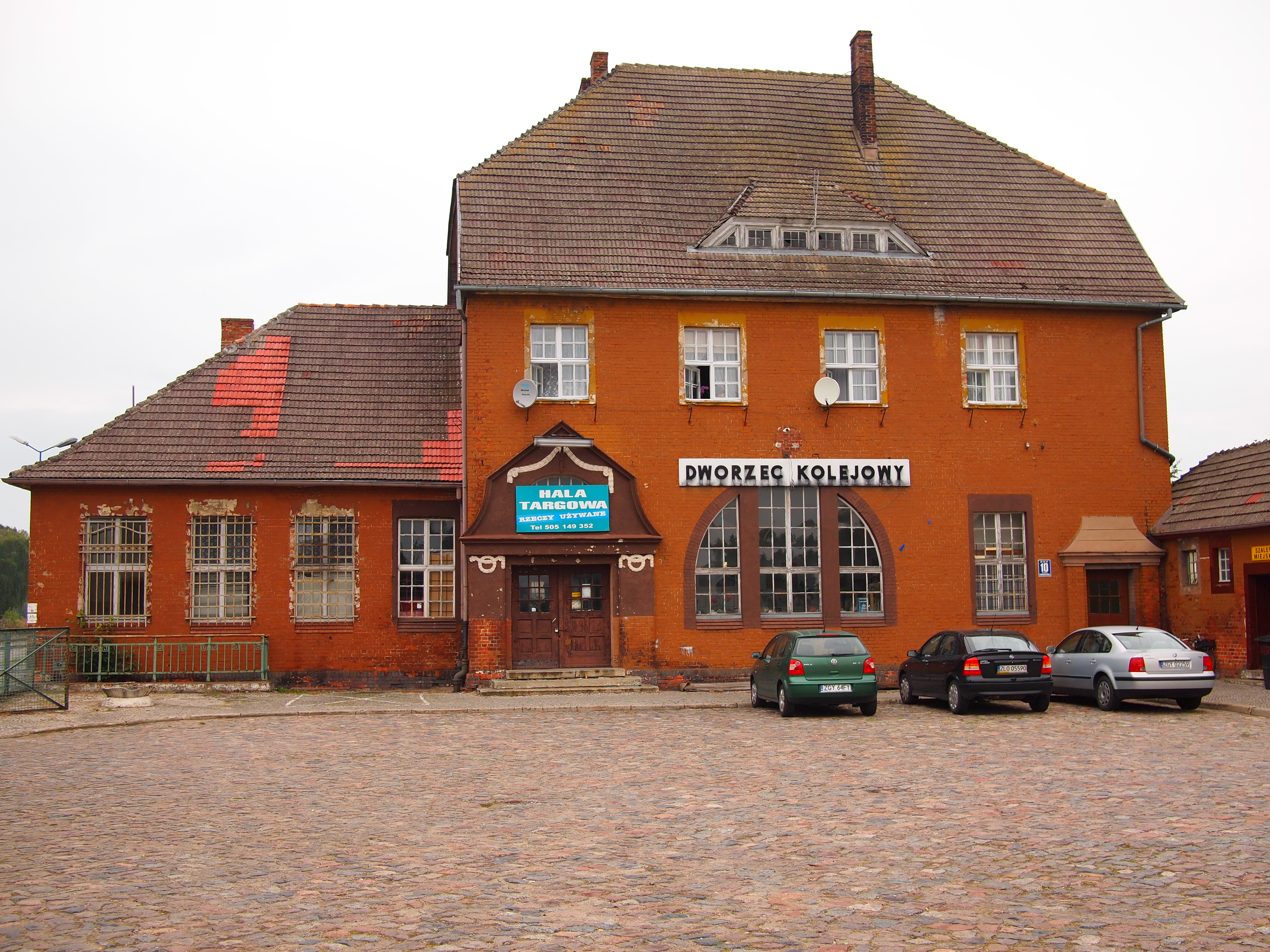
Железнодорожный вокзал
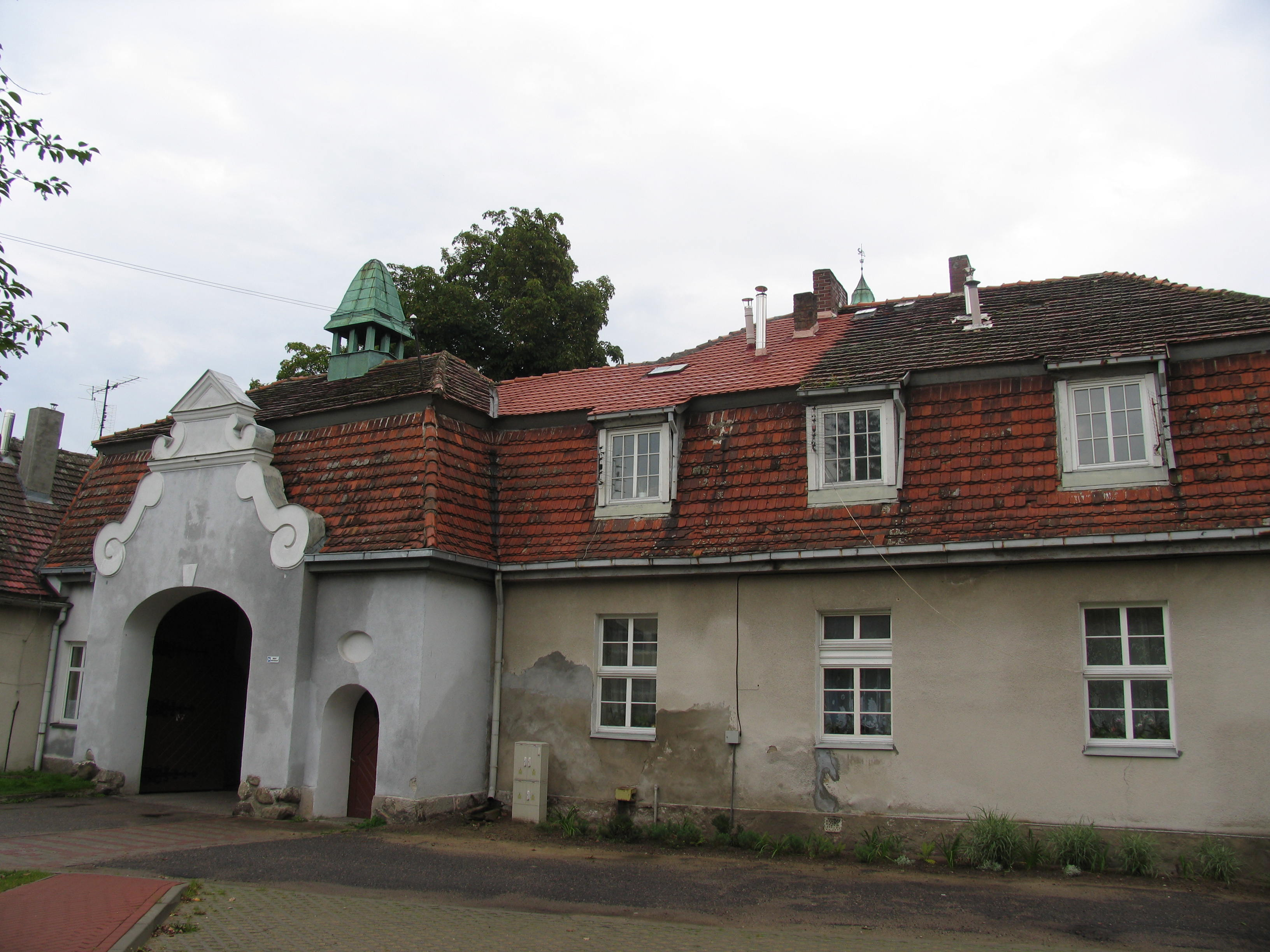
Ворота в замок
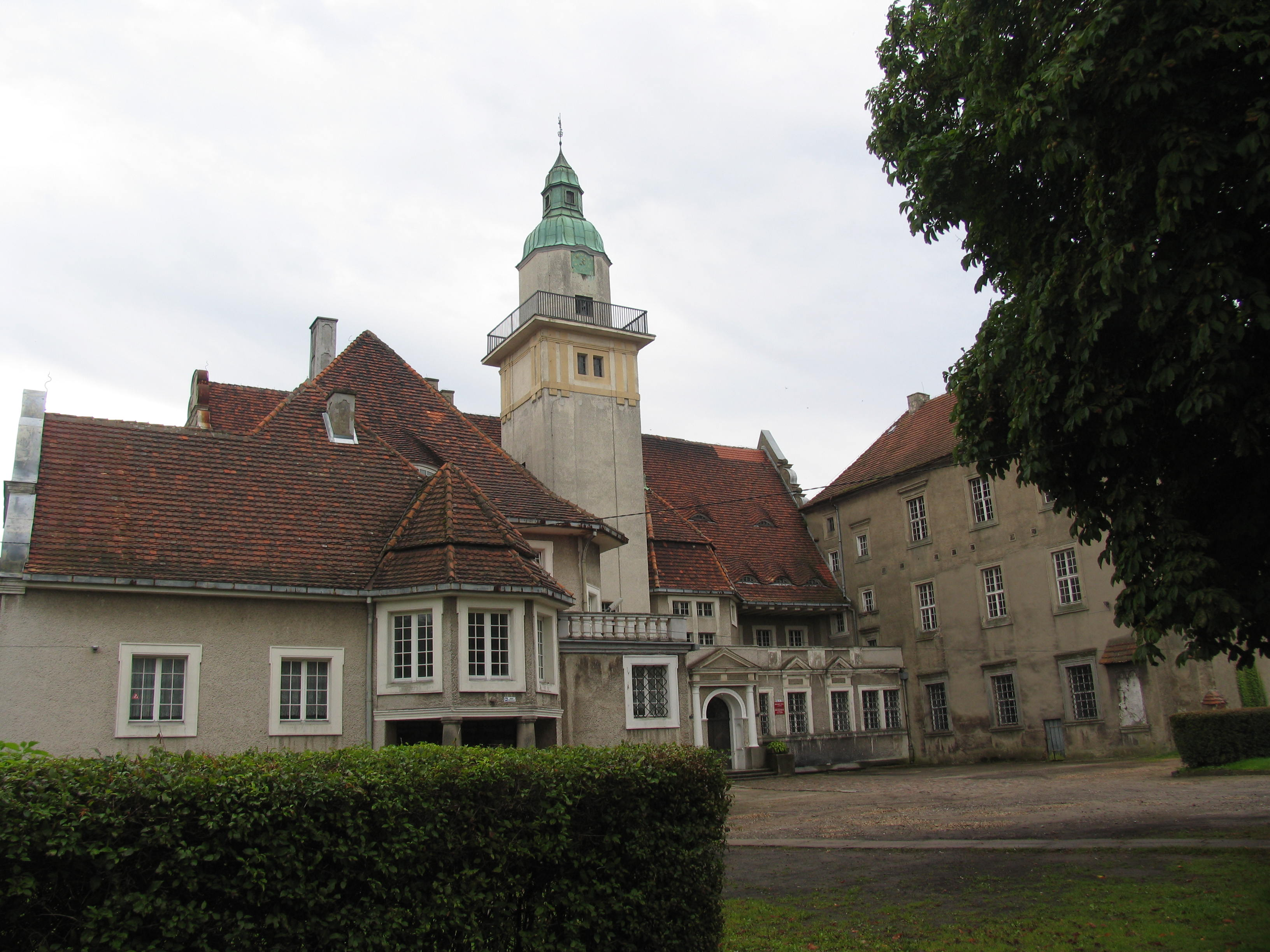
Внутренний двор замка
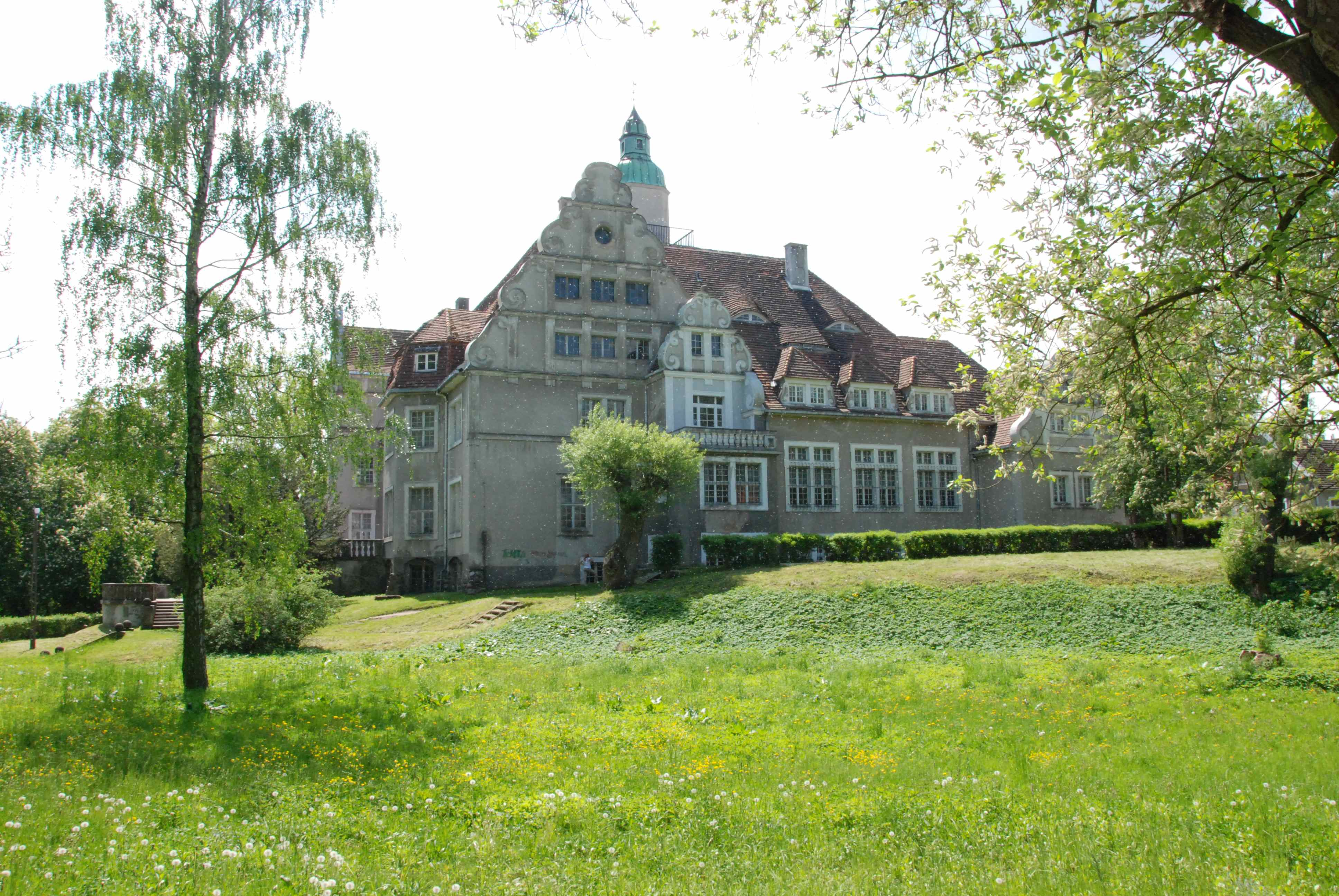
Новый замок
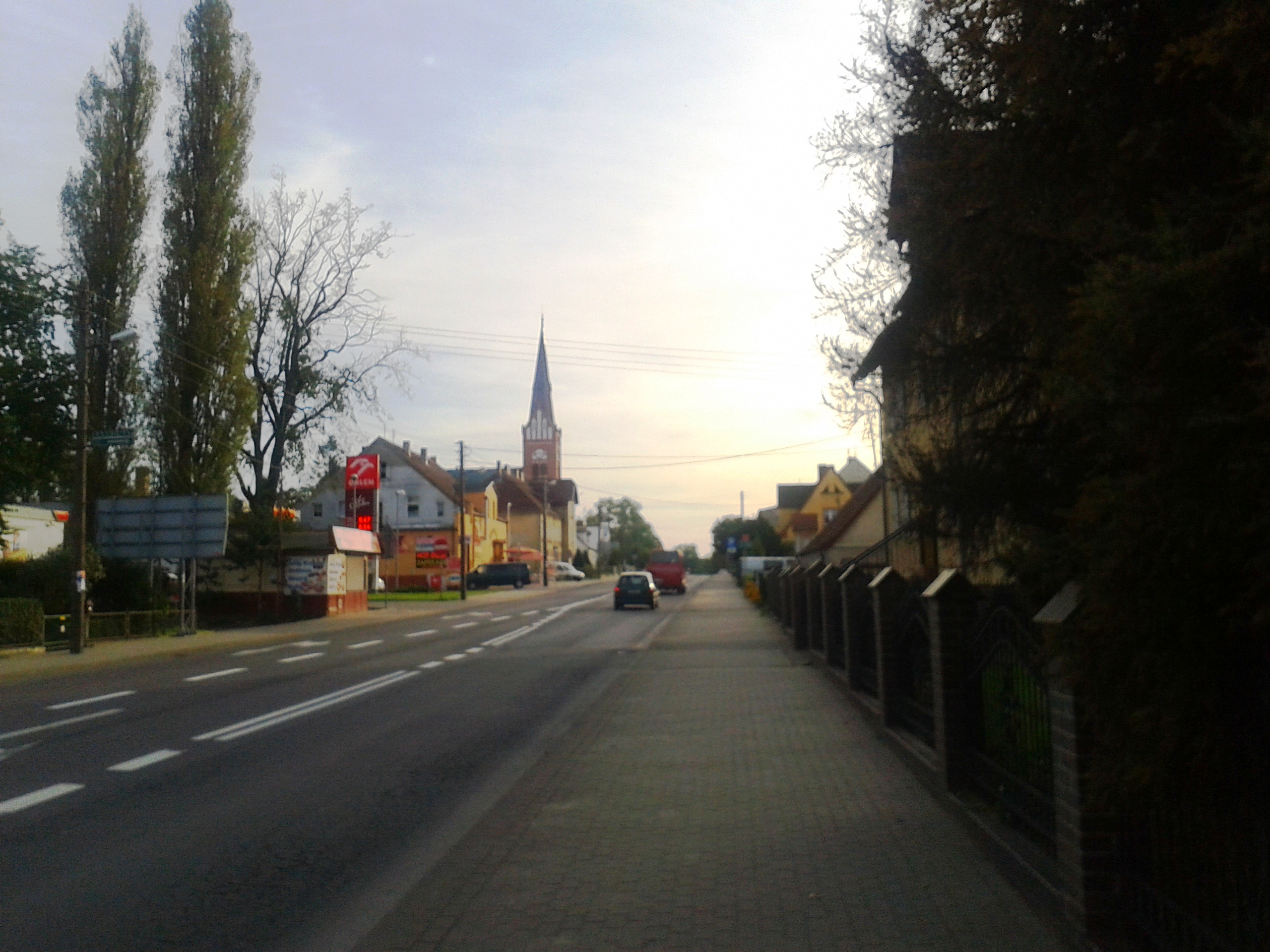
Плоты